# Welela
Welela è un album della cantante sudafricana Miriam Makeba. Fu pubblicato nel 1989 su CD dall'etichetta Mercury e successivamente (2006) da Gallo. Contiene, tra l'altro, una reinterpretazione di Pata Pata (uno dei massimi successi di Makeba), e il brano A luta continua, scritto da Makeba per celebrare l'indipendenza del Mozambico, il FRELIMO ed Eduardo Mondlane.

## Tracce
1. Amampondo – 5:20
2. African Sunset – 5:49
3. Djiu De Galinha – 4:08
4. A luta continua – 4:40
5. Soweto Blues – 4:18
6. Welela – 3:18
7. Ha Po Zamani – 4:29
8. Pata Pata – 3:53
9. Saduva – 4:43
10. Africa – 4:33